# Monte da Pedra
Monte da Pedra é uma povoação portuguesa sede da Freguesia de Monte da Pedra do Município do Crato, freguesia com 60,08 km² de área e 222 habitantes (censo de 2021), tendo, por isso, uma densidade populacional de 3,7 hab./km².

## Demografia
Nota: Nos anos de 1890 a 1900 estava anexada à freguesia de Aldeia da Mata (decreto de 18/10/1881).
A população registada nos censos foi:
| Distribuição da População por Grupos Etários | Distribuição da População por Grupos Etários | Distribuição da População por Grupos Etários | Distribuição da População por Grupos Etários | Distribuição da População por Grupos Etários |
| -------------------------------------------- | -------------------------------------------- | -------------------------------------------- | -------------------------------------------- | -------------------------------------------- |
| Ano                                          | 0-14 Anos                                    | 15-24 Anos                                   | 25-64 Anos                                   | > 65 Anos                                    |
| 2001                                         | 26                                           | 24                                           | 119                                          | 158                                          |
| 2011                                         | 20                                           | 12                                           | 127                                          | 121                                          |
| 2021                                         | 20                                           | 10                                           | 85                                           | 107                                          |

## Localização geográfica
A freguesia de Monte da Pedra fica situada na margem esquerda da ribeira de Sor, distando 15 quilómetros da sede do município.

## História
Monte da Pedra foi reitoria ou priorado da apresentação do Grão-Prior do Crato. O pároco vencia uma côngrua de 60 mil réis além do pé-de-altar. Esteve anexado, para efeitos administrativos, à freguesia de Aldeia da Mata.

## Economia
As principais atividades económicas são a agricultura, pastorícia, exploração florestal, indústria de mobiliário, transformação de madeiras, construção civi, comércio e serviços.

## Património arquitetónico
Os principais monuentos arquitetónicos da freguesia são:
- Igreja Matriz de Monte da Pedra;
- Fonte do Chamiço;
- Alminhas;
- Moinho de água;
- Ponte romana

## Turismo
Além da visita à Igreja Matriz de Monte da Pedra, também são famosas as Termas de Monte da Pedra. Também se pode visitar o Penedo Gordo e a Laje de Santo Estêvão, bem como caçar na reserva de caça associativa e observar os ninhos de cegonha.

## Gastronomia
As principais especialidades gastronómicas da freguesia são:
- Sopa de sarapatel;
- Migas de batata com carne de porco frita;
- Ensopado de borrego

## Artesanato
Nesta freguesia são feitos produtos artesanais em sapataria, ferraria, rendas e bordados.

## Festas e romarias
As principais festas e romarias da freguesia são:
- Santo Isidro (Sábado seguinte à 5.ª Feira da Ascensão, em maio)
- São Sebastião (3.º domingo de julho) (3 dias)

## Feiras
Existem duas feiras anuais: uma no terceiro domingo de maio e quarto domingo de novembro.